# Stanisław Kazimierz Krahelski
Stanisław Kazimierz Krahelski (ur. 11 stycznia 1899 w majątku Ułasowszczyzna, zm. wiosną 1940 w Charkowie) – rotmistrz Wojska Polskiego, ofiara zbrodni katyńskiej.

## Życiorys
Urodził się 11 stycznia 1899 w majątku Ułasowszczyzna, w gminie Międzyrzecz (powiat wołkowyski), w rodzinie Mieczysława i Antoniny z Korczyców. Był młodszym bratem Piotra (1894–1940), podporucznika rezerwy, zamordowanego w Katyniu.
Od 1917 był członkiem Polskiej Organizacji Wojskowej. W 1918 wstąpił do Wojska Polskiego i został przydzielony do 1 pułku ułanów krechowieckich. Ukończył Szkołę Podchorążych w Warszawie.

Po zakończeniu działań wojennych pozostał w wojsku. 3 maja 1922 został zweryfikowany w stopniu porucznika ze starszeństwem z dniem 1 sierpnia 1922 w korpusie oficerów jazdy. W 1923 służył w 1 pułku ułanów w Augustowie. W pułku pełnił obowiązki dowódcy plutonu, później dowódcy szwadronu. W marcu 1930 został przeniesiony do Korpusu Ochrony Pogranicza, do Brygady KOP „Wołyń”. 27 czerwca 1935 awansował na rotmistrza ze starszeństwem z dniem 1 stycznia 1935 i 10. lokatą w korpusie oficerów kawalerii. Od 1937 był instruktorem w Szkole Podchorążych dla Podoficerów w Bydgoszczy. 2 lipca 1938 został przeniesiony do dywizjonu rozpoznawczego 10 Brygady Kawalerii w Rzeszowie na stanowisko adiutanta. W grudniu tego roku został przesunięty na stanowisko dowódcy szwadronu strzeleckiego. Na czele tego pododdziału walczył w kampanii wrześniowej 1939. Po agresji ZSRR na Polskę w czasie walk dostał się do niewoli sowieckiej i przewieziono go do obozu w Starobielsku. Wiosną 1940 został zamordowany przez funkcjonariuszy NKWD w Charkowie i pogrzebany potajemnie w bezimiennej mogile zbiorowej w Piatichatkach, gdzie od 17 czerwca 2000 mieści się oficjalnie Cmentarz Ofiar Totalitaryzmu w Charkowie. Figuruje na Liście Starobielskiej NKWD, pod poz. 1712. 
5 października 2007 minister obrony narodowej Aleksander Szczygło mianował go pośmiertnie na stopień majora. Awans został ogłoszony 9 listopada 2007 w Warszawie, w trakcie uroczystości „Katyń Pamiętamy – Uczcijmy Pamięć Bohaterów”.

## Ordery i odznaczenia
- Krzyż Srebrny Orderu Virtuti Militari nr 12180[10] „za udział w kampanii wrześniowej"
- Krzyż Walecznych dwukrotnie[8]
- Srebrny Krzyż Zasługi (14 października 1934)[18][8]
- Medal Pamiątkowy za Wojnę 1918–1921[1]
- Medal Dziesięciolecia Odzyskanej Niepodległości[1]